# Parti populaire anguillais
 (juillet 2016).
Si vous disposez d'ouvrages ou d'articles de référence ou si vous connaissez des sites web de qualité traitant du thème abordé ici, merci de compléter l'article en donnant les références utiles à sa vérifiabilité et en les liant à la section « Notes et références ».
l'Anguilla People's Party ((en) : Parti populaire anguillais) est un parti politique anguillais fondé en 1981 par Ronald Webster. Il est formé après que ce dernier ait été exclu du Mouvement uni d'Anguilla et ait du renoncé à son poste de Ministre en chef d'Anguilla. Aux élections de 1981, il remporte les élections, et Ronald Webster retrouve alors son poste de Ministre en Chef. Après la défaite de Webster face à Emile Gumbs, leader de l'Alliance nationale d'Anguilla en 1984, le parti ne connaît plus de succès électoraux.